# Douglas Wakiihuri
Douglas Wakiihuri (Mombasa, 1963. szeptember 26. –) olimpiai ezüstérmes kenyai atléta, maratoni futó.

## Pályafutása
Az 1987-es atlétikai világbajnokságon aratta első nemzetközi sikerét, a maratoni szám megnyerésével. Egy évvel később, Szöulban vett részt első alkalommal az olimpiai játékokon. Wakiihuri itt ezüstérmesként zárt az olasz Gelindo Bordin mögött. Kettejük között a különbség mindössze tizenöt másodperc volt a célban, ami a legszorosabb befutó volt az 1920-as olimpia óta a játékokon.
1989-ben pályafutása legjobb eredményével, valamint első kenyaiként megnyerte a Londoni maratont. 1990-ben győzött a nemzetközösségi játékokon, továbbá első lett a New York City Marathonon is.
1992-ben elindult az olimpiai játékokon, azonban címét nem tudta megvédeni, csak a harminchatodik lett.

## Egyéni legjobbjai
- 1500 méteres síkfutás - 3:50,22 (1983)
- 3000 méteres síkfutás - 7:56,69 (1989)
- 5000 méteres síkfutás - 13:24,01 (1988)
- 10 000 méteres síkfutás - 27:59,6 (1988)
- Félmaraton - 1.01:42 (1990)
- Maratoni futás - 2.09:03 (1989)